# Azercell

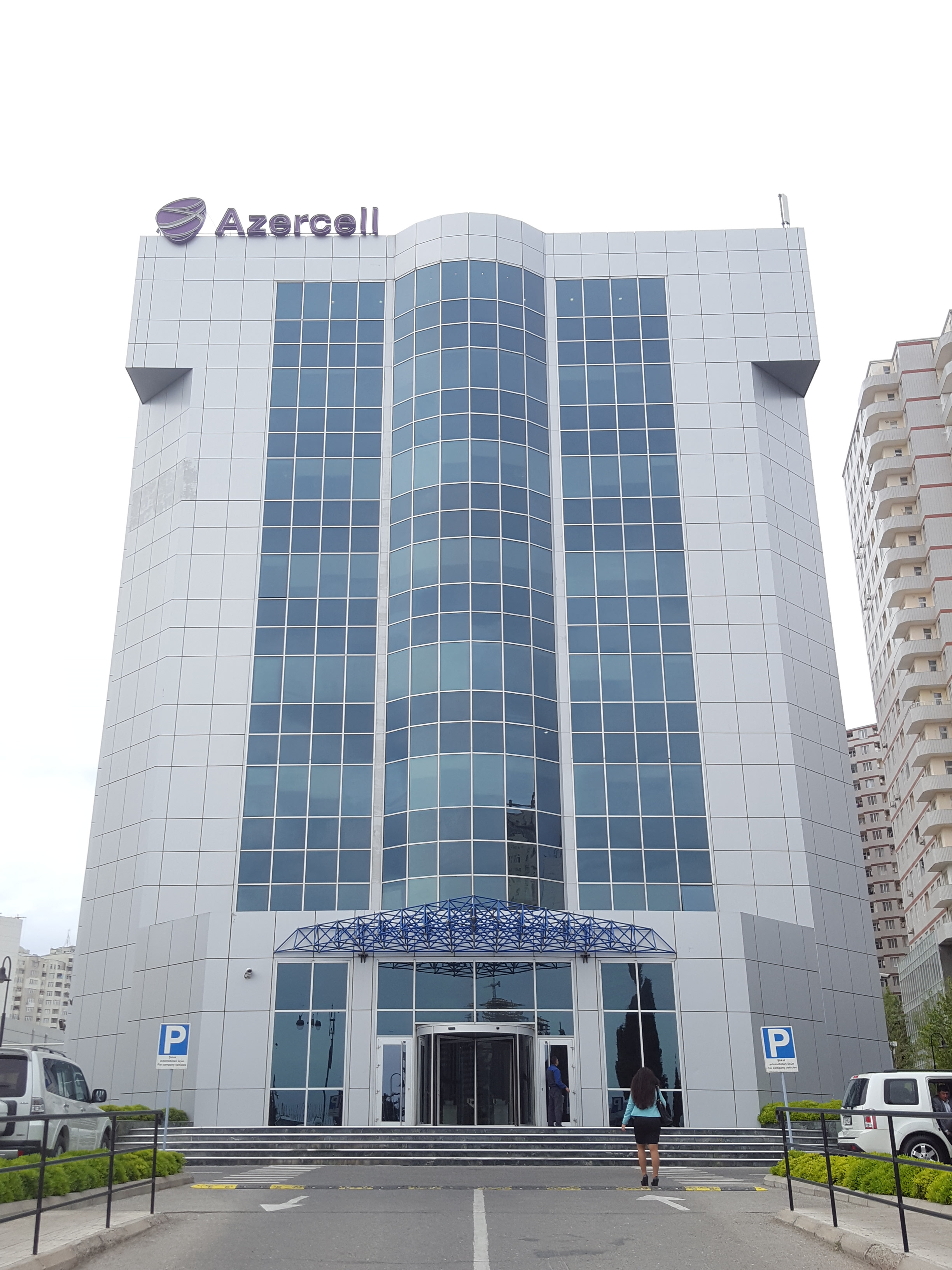
Unternehmenssitz in Baku

Azercell ist ein aserbaidschanischer Mobilfunkanbieter. Er ist nach eigenen Angaben Marktführer in dem Kaukasusstaat.

## Geschichte
Das Unternehmen wurde 1996 vom aserbaidschanischen Kommunikationsministerium und dem türkischen Unternehmen Turkcell gegründet. Es ist heute im Besitz der Holdinggesellschaft „Fintur Holdings B.V.“, welche wiederum zu 58 % der schwedischen Telia Company und zu 42 % zu Turkcell gehört.